# Avenida Pacasmayo
La avenida Pacasmayo es una de las principales avenidas del área metropolitana de Lima, en el Perú. Se extiende de sur a norte, en los distritos de San Martín de Porres y el Callao.

## Recorrido

### Primer tramo
Desde el sur, inicia como una bifurcación de la avenida Lima, en San Martín de Porres. Corta las avenidas 27 de noviembre y 12 de octubre, transitando por las urbanizaciones Perú y Condevilla, además de hitos urbanos como la institución educativa 3039 Javier Heraud. Atraviesa las avenidas Quilca y El Olivar, pasando por las urbanizaciones Bocanegra y Jorge Chávez.
Luego, interseca la avenida Tomás Valle, donde se hayan hitos urbanos como el hospital Luis Negreiros Vega y la ciudad satélite de Santa Rosa. Atraviesa las avenidas Bocanegra y Colectora, recorriendo las urbanizaciones Santa Rosa y El Álamo, que es una zona en disputa territorial entre las provincias de Lima y Callao, y de los distritos Callao y San Martín de Porres. Cruza la avenida Canta-Callao, recorriendo la urbanización Filadelfia en San Martín de Porres.

### Segundo tramo
La avenida sufre un corte de recorrido por más de 10 cuadras debido al desarrollo urbano que no planificó su extensión luego de la Av. Canta Callao. Sin embargo, la avenida surge nuevamente en la Av. Izaguirre para continuar su recorrido de sur a norte, cruzando la Av. Los Alisos, Naranjal y culminando en Tantamayo. Este segundo tramo cuenta con más de 30 cuadras de recorrido.